# Thysellgruppen

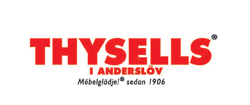
Thysells Möbler AB

Thysellgruppen är ett svenskt företagskonglomerat primärt verksamt inom industri, möbelhandel och fastighetsförvaltning- och utveckling. Företaget grundades i Anderslöv i Skåne län och har fortfarande sitt säte i Anderslöv.

## Historia

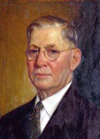
Hans Thysell c.1958

Företaget grundades av Hans Thysell året 1906 under namnet Tullaboda. Hans Thysell genomgick utbildning inom snickeri i Malmö och blev vid slutet av sin utbildning snickarmästare. Verksamheten tillverkade handgjorda möbler mot beställning. Ökad efterfråga följande åren ledde till att företaget gick ifrån fem anställda till fyrtio anställda inkluderat tre bildhuggare för att bemöta efterfrågan. Företaget började under 1930 och 1940-talet sälja sina egna möbler och började även köpa in andra produkter som exempelvis mattor, lampor och sängar för försäljning.
Näst äldste sonen Börje Thysell fick vid 25 års ålder ta över den verkställande rollen inom möbelsnickeriet och möbelförsäljningen. Börje Thysell la grunden för en expansion av möbelförsäljningen genom att bygga ut utställningslokalerna till 9 000 m2. Dessutom investerade Börje Thysell i ett 6 000 m2 centrallager. Anledningen var att företaget skulle kunna leverera direkt till kunderna och därmed distansera sig gentemot konkurrenterna som hade ledtider uppemot cirka en-två månader. Lokalerna stod klara år 1965. Efterfrågan på möbler ökade i stor takt tack vare miljonprogrammets utökning av bostäder under 1960-70-talet.
Parallellt med möbelverksamheten startade Börje Thysell år 1954 Thysells Industri AB. Bolaget tillverkade belagd och profilerad stålplåt. Fabrikens markyta tar upp 100 000 m2 och lokalerna 30 000 m2. Året 1973 blev bolaget uppköpt av Ahlsell & Ågren. De nuvarande lokalerna i Anderslöv ägs idag av Rautaruukki Apb.

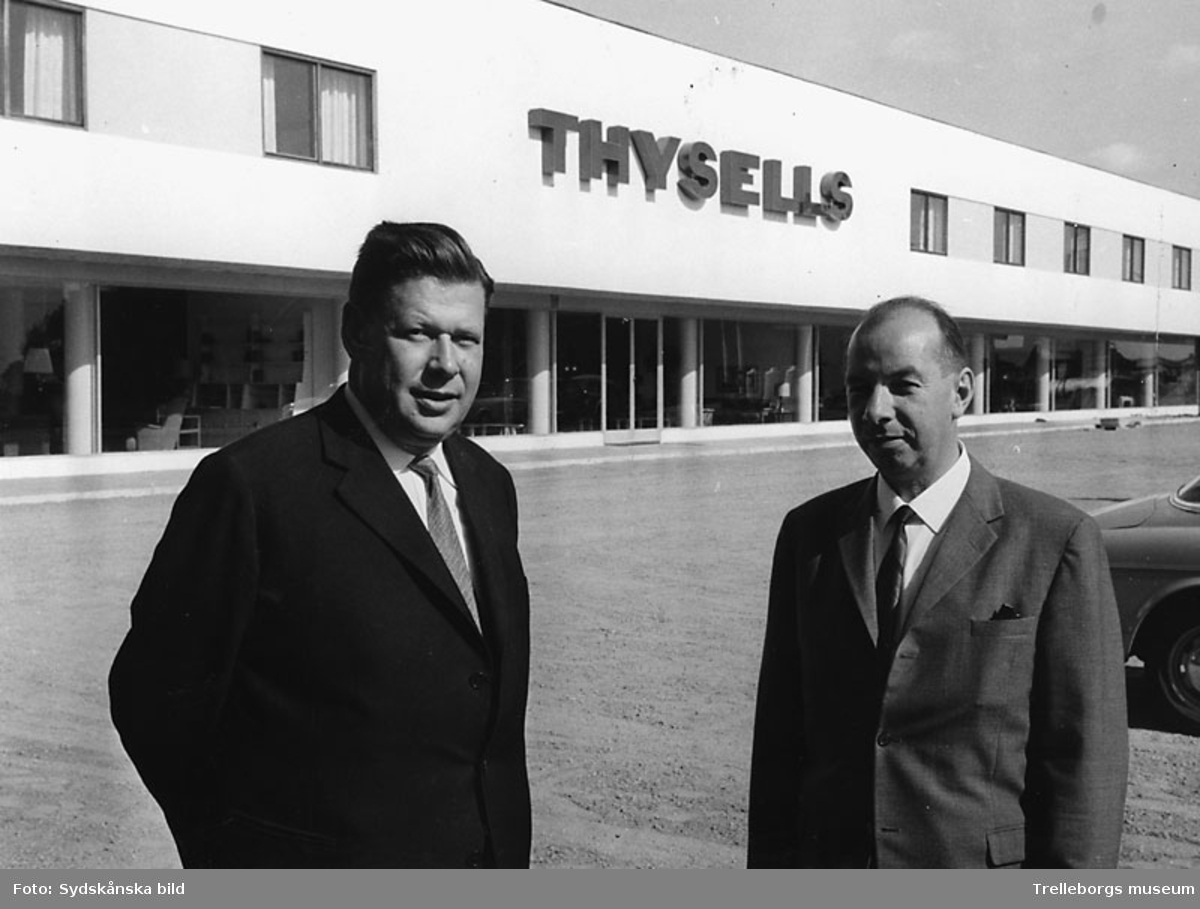
Börje Thysell till vänster utanför Thysells Möblers Lokaler. 1965

År 1973 gick Börje Thysell i pension och hans äldste son Roland Thysell tog över verksamheten. Verksamheten vid det tillfället bestod av Thysells Möbler AB. Thyfurn International AB startades av Roland Thysell år 1978 och var en agentur av handelsprodukter och amerikanska varumärken som exempelvis Ashley Furniture och Broyhill Furniture. Året 1987 var Roland Thysell ensam ägare till Thysellgruppen AB.
Roland Thysell startade ett moderniseringsprogram för affärslokalerna. Inspiration hämtades från de amerikanska möbelhandlarna där sektioner och upplevelser var prioriterat. 
Året 2011 beslutade Roland Thysell att gå i pension och presenterade planer på att lägga ner möbelverksamheten.
Året 2015 presenterades planer på att konvertera de kvarstående fastigheterna till bostäder, förskolor, vårdcentral, äldreboende och tillhörande privatverksamhet. Bolaget är för närvarande ett fastighetsutvecklingsföretag.